# André Paoli
André Paoli (ur. 21 grudnia 1947 w Moyeuvre-Grande) – francuski lekkoatleta, sprinter.
Zdobył brązowy medal w sztafecie 4 × 2 okrążenia na halowych mistrzostwach Europy w 1972 w Grenoble (sztafeta francuska biegła w składzie: Patrick Salvador, Paoli, Michel Dach i Gilles Bertould).
Był wicemistrzem Francji w hali w biegu na 400 metrów w 1972.
Rekordy życiowe Paolego:
- bieg na 200 metrów – 21,5 s (1970)
- bieg na 400 metrów – 46,5 s (19 lipca 1970, Colombes)